# Aglaopus anxia
Aglaopus anxia är en fjärilsart som beskrevs av Paul E. Whalley 1976. Aglaopus anxia ingår i släktet Aglaopus och familjen Thyrididae. Inga underarter finns listade i Catalogue of Life.